# Рутковский, Бронислав
Бронислав Рутковский (пол. Bronisław Rutkowski, в России Бронислав Иосифович Рутковский; 27 февраля 1898, местечко Камаи, Виленская губерния — 1 июня 1964, Лейпциг) — польский органист, педагог, музыкальный критик, дирижёр и композитор, уроженец территории современной Белоруссии.

## Биография
Родился в семье Иосифа и Марии Рутковских. С раннего детства проявил склонность к органной музыке, обучался игре на органе в костёле в местечке Кобыльники (совр. Нарочь) Свенцянского уезда. В последующем отец отправил его на учёбу в Дисненскую прогимназию, которую успешно окончил в 1914 г. Дисненский ксендз взял над ним шефство и завёз в Санкт-Петербург, где устроил для продолжения учёбы в польскую гимназию Святой Екатерины. Одновременно занимал должность органиста в костёле Святого Казимира.
В 1917 г. окончил гимназию. Одновременно с 1915 г. учился в консерватории Императорского русского музыкального общества по классу органной музыки Жака Гандшина. Занятия в консерватории продолжал вплоть до Октябрьской революции 1917 года. В разгар революционных событий в столице, вернулся к себе на родину — в местечко Камаи.
В 1919 г. поступил в университет Стефана Батория в Вильно на факультет полонистики, одновременно зарабатывая деньги как учитель пения в ремесленной школе отцов-салезианцев. В 1920 г. был призван в ряды Войска Польского, сражался на фронте советско-польской войны. Был награждён серебряным крестом «Virtuti Military». Почти год отказывался принимать награду, считая преувеличенными свои заслуги. Позднее, уже будучи профессором, на каверзные вопросы студентов за что его наградили, он отвечал: «За то, что не убегал».
В начале 1921 г. он перевёлся в Варшавскую консерваторию, где учился у Иосифа Суржинского (орган) и Генрика Мельцера (дирижирование). Одновременно учился в Варшавском университете. С первых дней учёбы в консерватории он стал активно заниматься культурно-просветительской деятельностью. Бронислава Рутковского избрали президентом кружка «Братство», участники которого проводили различные встречи со знаменитостями города и углубляли свои знания. Одновременно он руководил музыкальным театром «Редут» (пол. Reduta). Разработал музыкальное оформление спектаклей: «Пасторали» Л. Шиллера и «Новый Дон Кихот» С. Манюшко.
В 1924 г. с отличием окончил консерваторию и стал стипендиатом программы для обучения во Франции, где обучался у известного органиста Луи Вьерна. В Париже создал общество молодых музыкантов.
С лета 1926 г. работал в Варшавской консерватории по классу органа. С начала 1927 г. сотрудничал с Польским радио. В стране пользовались популярностью циклы его передач: «Поёт вся Польша», «С песней по стране», «Стили в музыке», «Слушаем музыку», «Учимся петь», «Поём песенки», «Концерты для детей», «Постигаем тайны музыки», «Поём по нотам», «Дети слушают музыку», «Музыкальные рассказы», «Ещё о музыке», «Музыкальные новости», «Обзор музыкальной жизни» и пр. С концертами много путешествовал по стране и зарубежью. Посещал Вену, Франкфурт-на-Майне, Брюссель, Будапешт.
В 1927 г. он был назначен ректором Варшавской консерватории. На этой должности добился введения традиции, чтобы профессура консерватории исполняла обязанности кафедральных органистов. Некоторое время исполнял обязанности президента общества органистов и хормейстеров, редактировал «Журнал органистов», работал органистом в костёле Святого Яна. На страницах журналов под творческим псевдонимом Ян Ольха критиковал официальные власти, печатал рецензии на музыкальные произведения, акцентировал внимание читателей на необходимость музыкального просвещения общества.
В 1927—1937 гг. проживал в Кременце, читал лекции в учительском институте. По его инициативе при Кременецком лицее были созданы курсы для учителей пения под названием «Каникулярный музыкальный очаг» (пол. Muzyczne Ognisko Wakacyjne). В ноябре 1939 г. Бронислав и Софья Рутковские переехали в Варшаву.
В 1940 г. Бронислава Рутковского арестовало Гестапо и в течение нескольких недель продержало в качестве заложника. После освобождения он стал активным участником польского сопротивления. Под позывным «Карицкий» стал руководителем группы пропаганды и агитации Армии Крайовой. Он сочинил ряд патриотических песен и солдатских маршей. Подпольно издал два песенника, среди них «Солдатский песенник». В его квартире проходили репетиции патриотических песен.
В 1940—1941 гг. он преподавал в школе № 121 пение и польский язык, открыл класс органной музыки. Одновременно проводил занятия на тайных учительских курсах. Принимал участие в Варшавском восстании 1944 года, выступал перед микрофоном повстанческой радиостанции «Молния». После разгрома восстания эсэсовцами был отправлен в концлагерь «Зандбостель» (нем. Stalag X B Sandbostel). Из лагеря он был освобожден англичанами и выехал в Италию. В Риме издал сборник песен для солдат.
В сентябре 1946 г. приехал в Краков.
В 1955—1964 он был ректором Государственной высшей школы музыки (в настоящее время — Академия музыки).
В 1958 г. получил звание профессора. Издал песенники «Поём песенки» и «Зеленая роща». Продолжал вести традиционные музыкальные курсы для учителей на каникулах. Организовал две конференции любителей музыки в городе Шклярска-Поремба.
Консультировал реконструкторов органов во Вроцлаве и Ченстоховской базилике. Первый концерт органной музыки в Олевской кафедре стал основой для проведения последующих фестивалей органной музыки. С 1963 г. фестивали органной музыки приобрели статус международных, их география была весьма обширная: Италия (1959), Югославия (1959, 1961), Румыния (1961), СССР (1960, 1963), Белорусская ССР (1963), ГДР (1963). Репертуар концертов Рутковского охватывал различные стили и эпохи: от Дж. Палестрины (1525—1594) до О. Мессиана (1908—1992). В 1963 г. во время концерта в Москве у него случился инфаркт.
Проводил титаническую работу в государственных учреждениях и общественных организациях: состоял в Программной комиссии при Министерстве культуры ПНР, Совете Высшей школы органистов, Управлении Краковского оперного общества, входил в состав редакционной коллегии музыкального издательства Главного управления и областного Общества музыкантов, художественный руководитель Краковской филармонии.
Входил в состав жюри конкурса Польского музыкального издательства, международного конкурса органной музыки в Праге (1958 г.), молодых музыкантов в Зарембе (1958 г.), Международного конкурса Баха (1964 г.).
Имел награды Польского радио, являлся лауреатом артистической награды г. Кракова.
Умер от инфаркта 1 июня 1964 года в Лейпциге возле могилы Иоганна Себастьяна Баха в костёле Святого Томаша во время проведения Международного конкурса Баха. Похоронен на Раковицком кладбище в Кракове, на Аллее выдающихся деятелей Польши.
Его именем был назван концертный зал «Флорианка» («Florianka») в Краковской государственной музыкальной школе, а также государственная музыкальная школа № 3 в г. Родгуже.

## Семья
26. июля 1924 г. в Варшаве женился на пианистке Софье Васковской (1898—1984). Единственная дочь Ева погибла в Люблине в время фашистской бомбардировки города в 1939 г.

## Награды
- Серебряный Крест «Virtuti Military» (за участие в советско-польской войне 1919—1921);
- Серебряный Крест Заслуг с мечами (за участие в Варшавском восстании 1944 г.);
- Командорским крестом Ордена Возрождения Польши;
- Золотой знак отличия г. Кракова;
- Кавалерский крест Ордена Возрождения Польши.